# Tellina simulans
Tellina simulans är en musselart som beskrevs av C. B. Adams 1852. Tellina simulans ingår i släktet Tellina och familjen Tellinidae. Inga underarter finns listade i Catalogue of Life.